# Аралско море
Аралско море (на казахски: Арал теңізі; на узбекски: Orol dengizi, каракалпакски: Aral ten'izi, на таджикски: Дарёчаи Хоразм) е било голямо безотточно езеро, в Централна Азия, към 2018 г. почти пресъхнало.
Разположено е между Къзълординска област, Казахстан на север и Автономна република Каракалпакстан, Узбекистан на юг. Водите от топенето на ледници изтичат към голямата Аралска падина и образуваното езеро е било четвъртото по големина в света. От средата на ХХ век Аралско море се свива, тъй като вливащите се в него реки, най-вече Амударя и Сърдаря, са отклонени с цел напояване.

## История
В исторически план се наблюдават съществени колебания в нивото на Аралско море. Свидетелство за това е намирането остатъци от дървета, расли по дъното на морето. От началото на систематичните наблюдения за нивото на Аралско море през XIX век не са наблюдавани никакви колебания.
През 30-те години на XX век съветските власти започват мащабно строителство на напоителни канали и чрез плановата икономика, независимо от нереалистичните цели, налагат масово отглеждане на памук в този твърде сух за такава дейност регион. С призивите „Да преобразим природата!“, без да се прави сметка за последиците от нарушаване на екологичното равновесие, се създава поминък – памукопроизводство, с което днес е свързана съдбата на населението в Казахстан и Узбекистан. Този поминък продължава да се развива интензивно и през 60-те. До 1990 г. площта на напояваните земеделски земи в Централна Азия се увеличава от 4,5 млн. до 7 млн. ха. Нуждите от вода за селското стопанство в региона нарастват от 60 до 120 km³ годишно, поради което 90% от водното течение се отклонява за напояване. Днес количеството вода, захранващо водния басейн, е намаляло до 5 km³ годишно.  Така от 1961 г. нивото на морето започва да се понижава с нарастваща скорост от 20 до 80 – 90 cm/годишно.
На пресъхналото дъно на Аралско море са намерени останки от две селища и мавзолеи. Кердери (мавзолей) се датира XI—XIV век. Дълго време се е намирал на дълбочина 20 m. Намерени са и останки от XIV век – селище Арал – Асар.
Поради пресъхването на морето на негово място се образува нова пясъчно-солена пустиня – Аралкум.

## Екологична катастрофа
Аралско море е силно замърсено, най-вече в резултат на опити с биологично оръжие в бившата съветска база на бившия остров Возрождение, промишлени проекти и оттичане на торове преди разпадането на Съветския съюз. Част от водите на двете големи реки се отклоняват за напълване на Сарикамишкото езеро между Узбекистан и Туркменистан. Чрез големия Каракумски канал водите на Амударя служат на значителна част от бързо разрастващото се население на Туркменистан, включително на столицата Ашхабад.
Преди построяването на напоителните съоръжения в езерото са постъпвали необходимите за поддържането му около 60 km³ вода годишно, но след това количеството е значително намаляло. Това е главната причина за екологичната катастрофа в района. Тя е много по-сериозна от страната на Узбекистан. Именно на узбекската страна процесът на пресъхване на морето е най-активен. Водите на река Амударя изчезват в пустинята няколко километра преди да достигнат пресъхващото Аралско море.
Преди време Аралско море е било четвъртият по големина безотточен воден резервоар на земята. От 1960 г. е намаляло с 40%, оставяйки зад себе си 26 000 km² солена пустиня. Поради нуждата от напояване на обработваемите площи – памучните полета на Узбекистан и съседен Туркменистан – водите на двете реки, които се вливат в Аралско море, намаляват, оставяйки само бавно движещи се поточета.
През 1940 г. уловът на шаран, есетра и херинга е поминък за над 60 000 рибари. В резултат на рязкото намаляване на притока на прясна вода бързо се повишава солеността на Аралско море, което довежда до измирането на много видове флора и фауна, приспособени за живот във вода с по-ниска соленост. Това довежда и до закриването на риболовната промишленост и закриването на няколко пристанища. Рибно-консервната фабрика в Муйнак, построена на южния бряг, сега е дълбоко в сушата, на 50 km от водата. Тази промишленост вече няма стопанско значение – промишленият риболов е спаднал до нула поради високата концентрация на сол и замърсяването с торове и пестициди. Регионът на Муйнак все още е забранен за чужденци, включително и за репортери. Вестник „New York Times“ съобщава:
| „ | Високата концентрация на сол и селскостопански химикали в реките и подпочвените води е причина за универсално високата честота на стомашни и чернодробни болести, рак на гушата и дефекти при раждане. | “ |

Повишава се безработицата в региона на Аралско море, наблюдава се висока детска смъртност и малформации вследствие на неблагоприятната екологична обстановка.
Пресъхването на морето се отразява драстично на климата в региона, който е станал по-изразено континентален – лятото е по-сухо и горещо, а зимата по-студена и продължителна. От пресъхналите части на морското дъно силните ветрове образуват прашни бури, които връхлитат близките региони. Тези прашни бури годишно замърсяват големи територии от Аралската падина със 100 000 тона морска сол, пестициди, химикали и пясък.

## Мерки за регулиране на нивото
Голяма част от специалистите не виждат и не предлагат ефективно решение да се възстанови нивото на морето от преди екологичната катастрофа. Един от възможните начини е съживяване на съветския проект за обръщане на сибирските реки.
Имало е два неуспешни опита за преграждане на двете части на Аралско море, за да може поне едното море да се пълни: първият е на жителите на Аралск, които сами изграждат пясъчна стена, но след известно време тя е отмита. По-късно местни строителни фирми и изпълнителната власт намират средства за създаването на ново изкуствено езеро.
През 2005 г. Казахстан построява Кокаралската стена, която отделя Малкото море от Голямото. Благодарение на нея водите на Сърдаря се събират в Малкото море и по този начин нивото му нараства и солеността на водите му намалява.

## Галерия
- Аралско море от космоса
- август 1985 г.
- август 1997 г.
- август 2009 г.
- Северната част след преграждането, 2000 и 2011 г.